# AC50

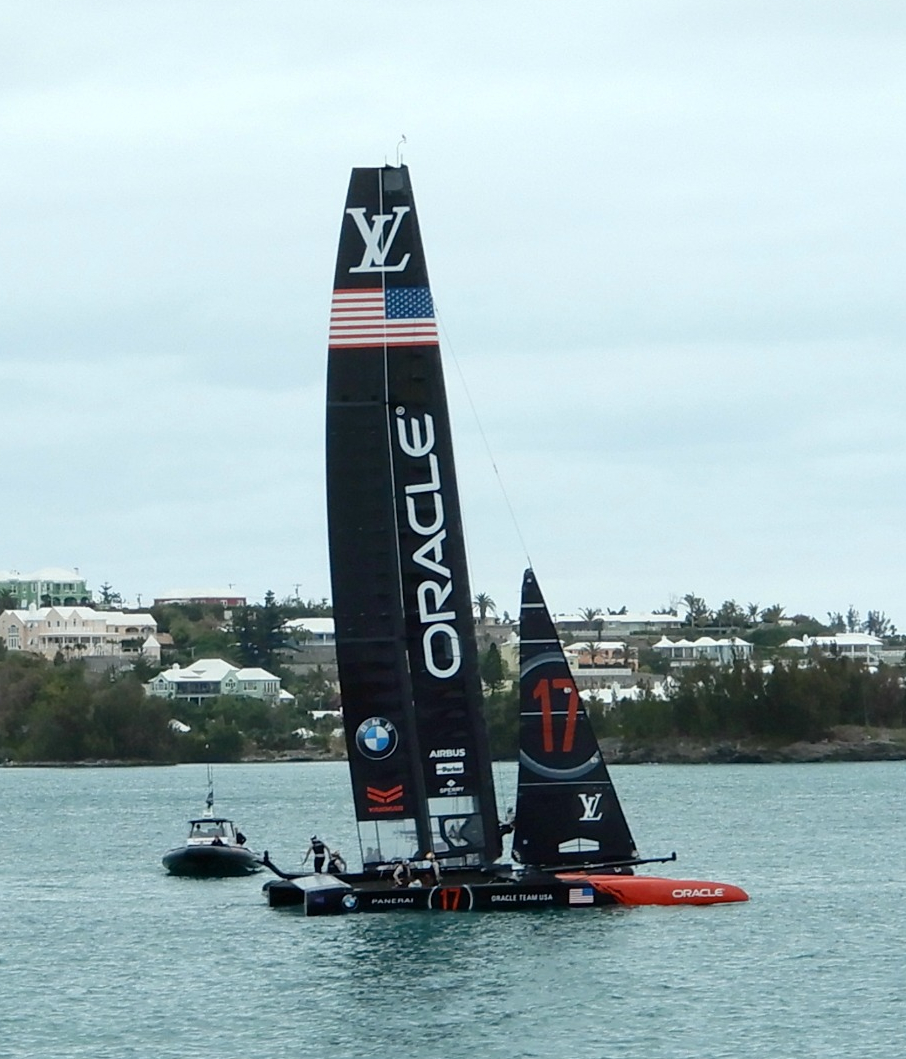

AC50 (визначений у правилах Кубка Америки, як AC Class, або ACC) — клас 50-дюймових вітрильних спортивних катамаранів, які починаючи з 2017 року беруть участь в Кубку Луї Віттона і Кубку Америки. Є похідним від класів AC72 та AC45.
Клас замінив клас AC72, який використовувався в Кубку Америки 2013 року. Правила класу дозволяють використання підводних крил, наявних у класі AC72. Мотори та комп'ютери заборонені. Кожна команда претендентів має право створювати лише один AC50 для участі у змаганнях, що виключає можливість відбору екіпажів в процесі парних тренувань.
Катамаран класу досяг пікової швидкості 47,2 вузлів (87,4 км/год).

## Технічні характеристики
- Довжина: 15.00 m (49 ft 3 in)
- Ширина: 8.47 m (27 ft 9 in)
- Щогла: 23.60 m (77 ft 5 in)
- Грот: 100 m2